# Hector Léveillé
Pour les articles homonymes, voir Léveillé.
Augustin Abel Hector Léveillé, né le 13 mars 1864 au Mans et mort le 25 novembre 1918. est un botaniste et un prélat français, membre des Missions étrangères de Paris.

## Biographie
Après des études de médecine et au séminaire des missions étrangères, Hector Léveillé est ordonné prêtre le 29 septembre 1887 et part le 16 novembre de la même année pour l’Inde où il est nommé professeur d’Histoire naturelle au collège de Pondichéry.
En 1891, il doit rentrer en France pour des raisons de santé, s’établissant au Mans, sa ville d'origine. Il fonde la revue « Le Monde des Plantes » et en reste le directeur jusqu'à sa mort. En 1892, il y fonde une société savante — l’Académie internationale de géographie botanique — dont il devient le secrétaire perpétuel et directeur de sa revue Bulletin de l'académie internationale de botanique, renommée en 1900 Bulletin de géographie botanique.
Il rencontre, vers 1900, le botaniste du Muséum national d'histoire naturelle Adrien Franchet qui l'incite à entreprendre l’étude des spécimens légués à l’Académie (près de 35 000) par des missionnaires se trouvant en Extrême-Orient comme les PP. Bodinier, Cavalerie, Faurie, Taquet, Monbeig, Thirion, Darris ou Mgr Séguin. En compagnie du professeur et également religieux, le RP Eugène Vaniot, il décrit près de 2 000 espèces nouvelles originaires de Chine ou de Corée dont près d’un millier ont été maintenues. L'étendue, la variété et l'exactitude des déterminations qu'il produit témoignent de sa connaissance encyclopédique et approfondie de la botanique.
Il a été aussi membre de l'Accademia Pontificia dei Nuovi Lincei.
Son herbier, très riche, a été acquis par le botaniste écossais George Forrest, collecteur au Yunnan.

## Principales publications

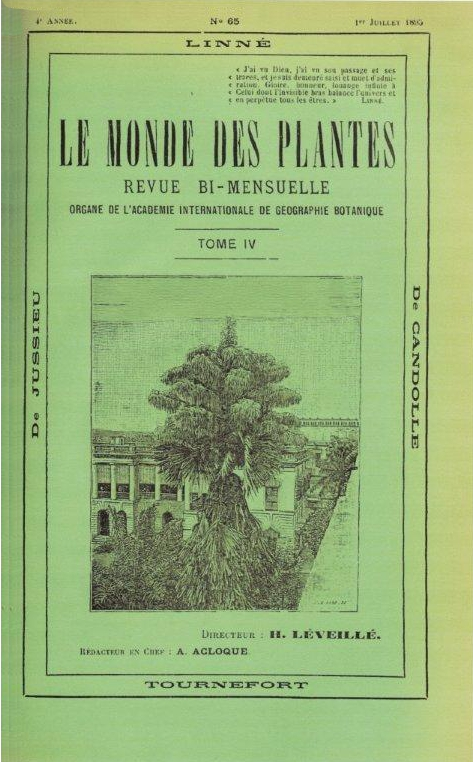
Le Monde des plantes (no 65, 1895)

Outre un grand nombre d'articles dans le Monde des plantes, le Bulletin de l'académie internationale de botanique et le "Bulletin de géographie botanique", il est l'auteur des publications suivantes : 
- Voyage d'un botaniste aux Indes - Limoges : Ve H. Ducourtieux, 1892
- Les plantes curieuses et médicinales de l'Inde - Le Mans : Edm. Monnoyer, 1893
- Petite flore de la Mayenne : contenant l'analyse et la description sommaire des plantes vasculaires de la Mayenne - Laval : Goupil, Libraire, 1895
- Supplément à la flore de la Mayenne [1 et 2] - Le Mans : Ed. Monnoyer, 1897-[1899]
- Les Hybrides en général et les Épilobes hybrides de France - Le Mans : impr. de l'Institut de bibliographie, 1899 - Bulletin de l'Académie internationale de géographie botanique
- Monographie du genre Onothera - Le Mans : Imprim. de l'Institut de Bibliographie, 1902-13 (5 fascicules)
- avec Eugène Vaniot - Les Carex du Japon - Le Mans : Imprimerie de l'Institut de Bibliographie de Paris, 1902
- Les Rhododendrons de la Chine - Bulletin de la Société d'agriculture, sciences et arts de la Sarthe 1903
- avec Eugène Vaniot - Carex de Corée.- Bulletin de l'Académie internationale de géographie botanique, décembre 1903, p. 599/600; janvier.- février 1904, p. 15 Disponible sur Biodiversty Heritage Library
- avec Eugène Vaniot - Salices a R.P. Urb. Faurie in Japonia lectae.  Bulletin de l'Académie internationale de géographie botanique, 1904, p. 206-211
- Glanes sino-japonaises - Bulletin de la Société d'agriculture, sciences et arts de la Sarthe 1905
- Les Vignes de la Chine - Bulletin de la Société d'agriculture, sciences et arts de la Sarthe 1905
- Tableau analytique de la flore Française, ou, Flore de poche de la France - Paris : Librairie des sciences agricoles Ch. Amat, 1906
- Nouvelles contributions à la connaissance des liliacées, amaryllidacées, iridacées et hémodoracées de Chine - Estratto dalle Memorie della Pontificia accademia romana dei nuovi lincei, vol. xxiv. 1906
- Histoire des Épilobes sarthois - Le Mans : impr. de Monnoyer, 1910
- Iconographie du genre Epilobium - Le Mans : impr. de Monnoyer, 1910-1911 Ouvrage en téléchargement sur Biblioteca digital
- La flore du Kouy Tchéou - Le Mans, 1915 - Manuscrit Ouvrage en téléchargement sur Biblioteca digital
- Dictionnaire inventoriel de la flore française : espèces et races - Le Mans : Edition de l'auteur, 1916
- Catalogue des plantes du Yun-Nan avec renvoi aux Diagnoses originales : Observations et descriptions d'espèces nouvelles - Le Mans : H. Léveillé , 1916
- avec C. Blin - Les Carex de France - Le Mans : Monnoyer, 1917 Extrait du « Bulletin de géographie botanique » Disponible sur Archive.org
- Catalogue illustré et alphabétique des plantes du Seu Tchouen - Le Mans : 1918 (Lire en ligne)

## Plantes qui lui ont été dédiées
Un genre : Leveillea Vaniot, famille des Astéracées, lui a été dédié ainsi que les espèces suivantes :
- Adiantum leveillei Christ - famille des Adiantacées
- Aegilops leveillei Sennen  &  Pau - famille des Poacées (Espagne)
- Anemone leveillei Ulbr. - famille des Ranonculacées
- Anthurium leveillei Sodiro - famille des Aracées
- Berberis leveilleana (C.K.Schneid.) Laferr. - famille des Berbéridacées
- Bupleurum leveillei H.Boissieu - famille des Apiacées
- Callicarpa leveilleana Fedde - famille des Lamiacées
- Caragana rosea Turcz.  ex Maxim.  var. leveillei (Kom.) Yakovlev - famille des Fabacées
- Carex leveillei Husnot - famille des Cypéracées
- Celtis leveillei Nakai - famille des Ulmacées
- Cerasus leveilleana (Koehne) H.Ohba - famille des Rosacées
- Cheilanthes leveillei Christ -  famille des Adiantacées
- Clerodendrum leveillei Fedde  ex H.Lév. - famille des Lamiacées
- Colysis leveillei Ching - famille des Polypodiacées
- Cotoneaster leveillei J.Fryer & B.Hylmö - famille des Rosacées
- Cyclogramma leveillei (Christ) Ching - famille des Thelypteridacées
- Dichrocephala leveillei Vaniot - famille des Astéracées
- Dryopteris leveillei Christ - fougère de Chine de la famille des Dryoptéridacées
- Euphrasia leveilleana Nakai - famille des Scrophulariacées
- Impatiens leveillei Hook.f. - famille des Balsaminacées
- Jussiaea leveilleana Bertoni. - famille des Onagracées
- Lysimachia leveillei Petitm. - famille des Primulacées
- Magnolia leveilleana (Dandy) Figlar - famille des Magnoliacées
- Oreocharis leveilleana Fedde - famille des Gesnériacées
- Pedicularis leveilleana Bonati - famille des Scrophulariacées
- Pelea leveillei Faurie ex H.Lév.  - famille des Rutacées
- Pholidota leveilleana Schltr. - famille des Orchidacées
- Polystichum leveillei C.Chr. - fougère de Chine de la famille des Dryoptéridacées
- Pterostyrax leveillei (Fedde ex H.Lév.) Chun - famille des Styracacées
- Rhamnus leveilleana Fedde - famille des Rhamnacées
- Rosa leveillei Boullu - famille des Rosacées
- Salix leveilleana C.K.Schneid. - famille des Salicacées
- Salvia leveilleana Fedde - famille des Lamiacées
- Saussurea leveilleana Maire  ex H.Lév. - famille des Astéracées (Chine)
- Saxifraga leveillei H.J.Coste, Soulie & Luizet - famille des Saxifragacées
- Semiaquilegia leveilleana Nakai - famille des Renonculacées
- Senecillis leveillei (Vaniot  ) Kitam. - famille des Astéracées
- Tephrosia leveillei Domin - famille des Fabacées
- Viola leveillei Boissieu - famille des Violacées